# Molto
Molto is een Italiaanse muziekterm met betrekking tot de uitvoer van termen die aanwijzingen geven over de voordracht van een stuk of een passage ervan. Men kan de term vertalen als veel. Dit betekent dus dat, als deze aanwijzing wordt gegeven, men de andere aanwijzing zeer sterk tot uitdrukking moet laten komen. Als bijvoorbeeld de aanwijzing Molto adagio gegeven wordt, betekent dit dat men zeer gedragen moet spelen. De tegenhanger van deze aanwijzing is Pochettino, hetgeen een weinig betekent. 

## Andere toevoegingen aan een tempo-aanduiding
- assai (zeer)
- vivace, con brio, vivo (levendig)
- con moto (met beweging)
- mosso (levendig, bewogen)
- un poco, (een beetje)
- poco a poco (beetje bij beetje, langzamerhand)
- moderato (gematigd)
- meno (minder)
- più (meer)
- quasi (bijna, ongeveer)
- troppo (te veel)
- allegro assai (zeer snel)